# Міхал Масловський
Міхал Масловський (пол. Michał Masłowski; нар. 6 червня 1998, Стшелін, Польща) — польський футболіст, півзахисник футбольної команди «Лєгія» що нині виступає в польській Екстраклясі.
18 січня 2014 був викликаний до лав збірної Польщі в матчі проти Норвегії.